# ウォーレン・バーレット
ウォーレン・バーレット（Warren Barrett、1970年7月9日 - ）は、ジャマイカの元サッカー選手。元ジャマイカ代表。ポジションはゴールキーパー。

## 来歴
1990年にジャマイカ代表デビュー。1998 FIFAワールドカップ・北中米カリブ海予選・最終予選では9試合に出場、史上初のワールドカップ出場権を獲得した。1998 FIFAワールドカップでは2試合に出場した。また、CONCACAFゴールドカップにも3回出場した。2000年までに108試合に出場した。

## 代表歴

### 出場大会
- ジャマイカ代表
  - 1998 FIFAワールドカップ

### 試合数
- 国際Aマッチ 108試合 0得点（1990年-2000年）[1]

| ジャマイカ代表 | 国際Aマッチ | 国際Aマッチ |
| 年             | 出場        | 得点        |
| -------------- | ----------- | ----------- |
| 1990           | 1           | 0           |
| 1991           | 0           | 0           |
| 1992           | 19          | 0           |
| 1993           | 12          | 0           |
| 1994           | 4           | 0           |
| 1995           | 18          | 0           |
| 1996           | 22          | 0           |
| 1997           | 19          | 0           |
| 1998           | 12          | 0           |
| 1999           | 0           | 0           |
| 2000           | 1           | 0           |
| 通算           | 108         | 0           |